# رنگینک (سرده)
رنگینک (سرده) (نام علمی: Pipra) نام یک سرده از تیره رنگینک است.

## گونه‌ها
- رنگینک کلاه‌قرمزی،  Pipra aureola
- رنگینک دم‌نواری،  Pipra fasciicauda
- رنگینک دم‌سیمی،  Pipra filicauda